# Championnat d'Argentine féminin de transition de football 2020
Navigation
Édition précédente Édition suivante
Le tournoi féminin de transition 2020 du Championnat d'Argentine féminin de football Torneo de Transición Femenino 2020, est la quarante-troisième saison du championnat et la deuxième saison avec des équipes professionnelles. La saison 2019-2020 a été interrompue par la pandémie de Covid-19. Aucun club n'a été déclaré champion d'Argentine et aucune équipe n'a été reléguée ou promue au terme de la saison. Le vainqueur se qualifie pour la Copa Libertadores féminine 2020

## Organisation
Le championnat est structuré en deux phases distinctes. La première partie consiste en quatre poules organisées par répartition géographique. Les deux premières équipes de chaque poule sont qualifiées pour la deuxième phase du championnat. La deuxième partie de la saison consiste en une compétition par élimination directe pour désigner l'équipe championne d'Argentine.

## Compétition

### Première phase
| Rang | Équipe             | Pts | J | G | N | P | Bp | Bc | Diff |
| ---- | ------------------ | --- | - | - | - | - | -- | -- | ---- |
| 1    | Boca Juniors       | 12  | 4 | 4 | 0 | 0 | 16 | 0  | +16  |
| 2    | Gimnasia y Esgrima | 7   | 4 | 2 | 1 | 1 | 9  | 3  | +6   |
| 3    | SAT                | 4   | 4 | 1 | 2 | 1 | 5  | 6  | -1   |
| 4    | CA Huracán         | 2   | 4 | 0 | 2 | 2 | 5  | 18 | -13  |
| 5    | Excursionistas     | 1   | 4 | 0 | 1 | 3 | 2  | 10 | -8   |

| Rang | Équipe                 | Pts | J | G | N | P | Bp | Bc | Diff |
| ---- | ---------------------- | --- | - | - | - | - | -- | -- | ---- |
| 1    | UAI Urquiza            | 9   | 3 | 3 | 0 | 0 | 16 | 2  | +14  |
| 2    | CA Platense            | 6   | 3 | 2 | 0 | 1 | 10 | 10 | 0    |
| 3    | Rosario Central        | 3   | 3 | 1 | 0 | 2 | 8  | 9  | -1   |
| 4    | Defensores de Belgrano | 0   | 3 | 0 | 0 | 3 | 3  | 16 | -13  |

| Rang | Équipe           | Pts | J | G | N | P | Bp | Bc | Diff |
| ---- | ---------------- | --- | - | - | - | - | -- | -- | ---- |
| 1    | San Lorenzo      | 9   | 3 | 3 | 0 | 0 | 17 | 1  | +16  |
| 2    | CA Independiente | 4   | 3 | 1 | 1 | 1 | 4  | 2  | +2   |
| 3    | Estudiantes      | 4   | 3 | 1 | 1 | 1 | 2  | 6  | -4   |
| 4    | Club El Porvenir | 0   | 3 | 0 | 0 | 3 | 0  | 14 | -14  |

| Rang | Équipe           | Pts | J | G | N | P | Bp | Bc | Diff |
| ---- | ---------------- | --- | - | - | - | - | -- | -- | ---- |
| 1    | River Plate      | 9   | 3 | 3 | 0 | 0 | 14 | 1  | +13  |
| 2    | Racing Club      | 6   | 3 | 2 | 0 | 1 | 9  | 5  | +4   |
| 3    | CA Lanús         | 3   | 3 | 1 | 0 | 2 | 9  | 12 | -3   |
| 4    | Villa San Carlos | 0   | 3 | 0 | 0 | 3 | 1  | 15 | -14  |

### Deuxième phase
|  | Quarts de finale   | Quarts de finale   | Quarts de finale | Quarts de finale |              |              | Demi-finales   | Demi-finales   | Demi-finales   | Demi-finales   |  |  | Finale     | Finale     | Finale     | Finale     |
|  |                    |                    |                  |                  |              |              |                |                |                |                |  |  |            |            |            |            |
|  | 26 décembre 2020   | 26 décembre 2020   | 26 décembre 2020 | 26 décembre 2020 |              |              | 9 janvier 2021 | 9 janvier 2021 | 9 janvier 2021 | 9 janvier 2021 |  |  | 19 janvier | 19 janvier | 19 janvier | 19 janvier |
|  | 26 décembre 2020   | 26 décembre 2020   | 26 décembre 2020 | 26 décembre 2020 |              |              | 9 janvier 2021 | 9 janvier 2021 | 9 janvier 2021 | 9 janvier 2021 |  |  | 19 janvier | 19 janvier | 19 janvier | 19 janvier |
|  | Boca Juniors       | Boca Juniors       | 8                | 8                |              |              | 9 janvier 2021 | 9 janvier 2021 | 9 janvier 2021 | 9 janvier 2021 |  |  | 19 janvier | 19 janvier | 19 janvier | 19 janvier |
|  | Boca Juniors       | Boca Juniors       | 8                | 8                |              |              | 9 janvier 2021 | 9 janvier 2021 | 9 janvier 2021 | 9 janvier 2021 |  |  | 19 janvier | 19 janvier | 19 janvier | 19 janvier |
|  | CA Platense        | CA Platense        | 0                | 0                |              |              | 9 janvier 2021 | 9 janvier 2021 | 9 janvier 2021 | 9 janvier 2021 |  |  | 19 janvier | 19 janvier | 19 janvier | 19 janvier |
|  | CA Platense        | CA Platense        | 0                | 0                | Boca Juniors | Boca Juniors | 2              | 2              |                |                |  |  | 19 janvier | 19 janvier | 19 janvier | 19 janvier |
|  | 26 décembre 2020   |                    |                  |                  | Boca Juniors | Boca Juniors | 2              | 2              |                |                |  |  | 19 janvier | 19 janvier | 19 janvier | 19 janvier |
|  |                    |                    | San Lorenzo      | San Lorenzo      | 0            | 0            |                |                |                |                |  |  | 19 janvier | 19 janvier | 19 janvier | 19 janvier |
|  | San Lorenzo        | San Lorenzo        | San Lorenzo      | San Lorenzo      | 0            | 0            | 0 (3)          | 0 (3)          |                |                |  |  | 19 janvier | 19 janvier | 19 janvier | 19 janvier |
|  | San Lorenzo        | San Lorenzo        | 10 janvier 2021  |                  |              |              | 0 (3)          | 0 (3)          |                |                |  |  | 19 janvier | 19 janvier | 19 janvier | 19 janvier |
|  | Racing Club        | Racing Club        | 0 (1)            | 0 (1)            |              |              |                |                |                |                |  |  | 19 janvier | 19 janvier | 19 janvier | 19 janvier |
|  | Racing Club        | Racing Club        | 0 (1)            | 0 (1)            | Boca Juniors | Boca Juniors | 7              | 7              |                |                |  |  |            |            |            |            |
|  | 26 décembre 2020   |                    |                  |                  | Boca Juniors | Boca Juniors | 7              | 7              |                |                |  |  |            |            |            |            |
|  |                    |                    | River Plate      | River Plate      | 0            | 0            |                |                |                |                |  |  |            |            |            |            |
|  | UAI Urquiza        | UAI Urquiza        | River Plate      | River Plate      | 0            | 0            | 3              | 3              |                |                |  |  |            |            |            |            |
|  | UAI Urquiza        | UAI Urquiza        |                  |                  |              |              |                |                |                |                |  |  |            |            |            |            |
|  | Gimnasia y Esgrima | Gimnasia y Esgrima | 1                | 1                |              |              |                |                |                |                |  |  |            |            |            |            |
|  | Gimnasia y Esgrima | Gimnasia y Esgrima | 1                | 1                | UAI Urquiza  | UAI Urquiza  | 2 (1)          | 2 (1)          |                |                |  |  |            |            |            |            |
|  | 27 décembre 2020   |                    |                  |                  | UAI Urquiza  | UAI Urquiza  | 2 (1)          | 2 (1)          |                |                |  |  |            |            |            |            |
|  |                    |                    | River Plate      | River Plate      | 2 (3)        | 2 (3)        |                |                |                |                |  |  |            |            |            |            |
|  | River Plate        | River Plate        | River Plate      | River Plate      | 2 (3)        | 2 (3)        | 5              | 5              |                |                |  |  |            |            |            |            |
|  | River Plate        | River Plate        |                  |                  |              |              |                | 5              |                |                |  |  |            |            |            |            |
|  | CA Independiente   | CA Independiente   | 0                | 0                |              |              |                |                |                |                |  |  |            |            |            |            |
|  | CA Independiente   | CA Independiente   | 0                | 0                |              |              |                |                |                |                |  |  |            |            |            |            |
|  |                    |                    |                  |                  |              |              |                |                |                |                |  |  |            |            |            |            |

## Bilan de la saison
| Championnat d'Argentine féminin de football 2020        |                          |
| Champion                                                | Boca Juniors (24e titre) |
| Dauphin                                                 | River Plate              |
| Qualifications continentales                            |                          |
| Copa Libertadores féminine 2020                         | Boca Juniors River Plate |
| Promotions et relégations                               |                          |
| Promus en Championnat d'Argentine féminin de football   | Aucun                    |
| Relégués en Championnat d'Argentine féminin de football | Aucun                    |